# Famille du Boberil
La famille du Boberil, originaire de Bretagne, est une famille subsistante de la noblesse française, d'extraction chevaleresque sur preuves de 1379. Elle fut maintenue noble d'ancienne extraction en Bretagne le 22 octobre 1668 et fut reçue aux Honneurs de la Cour en 1788.

## Histoire
La famille du Boberil originaire de Bretagne. Elle est connue sans preuve de rattachement depuis Geoffroy du Boberil, mentionné dès 1285 et qui se trouve au nombre des barons qui firent reconnaissance au mois d'août 1294 de ce qu'ils devaient fournir au duc de Bretagne pendant les guerres. Elle a pour berceau la paroisse de L'Hermitage, dans le Diocèse de Rennes  (Ille-et-Vilaine), où elle possède le domaine du Boberil « de temps immémorial ». Elle descend de Jean Ier du Boberil, qui fut un des 22 chevaliers auxquels le duc de Bretagne confia en 1379 la garde du château de Rennes. Son petit-fils, Jean II du Boberil, figura à une montre de la Noblesse de Bretagne en 1427.
Lors de la Réformation faite en 1427 dans l'évêché de Rennes par les commissaires Jean Le Prestre et Pierre de Romelin, plusieurs nobles sont mentionnés, dont Jean II, seigneur du Boberil.
Le 30 août 1562, Vincent du Boberil épouse Françoise d'Ust, dame du Molant, originaire de la paroisse de Bréal-sous-Montfort, située à environ 12 km de L'Hermitage. Par ce mariage, il hérite de la seigneurie et du château du Molant. Les descendants de la famille du Boberil se sont partagés depuis cette époque entre les deux seigneuries du Boberil et du Molant. « Le manoir du Boberil est tombé en ruines, mais les douves qui l'entourent rappellent encore que ce fut originairement le berceau d'une noble et vieille famille ». Le manoir du Boberil possède la particularité de toujours appartenir à la famille depuis le XIIIe siècle au moins[réf. à confirmer]. Quant au château du Molant, qui fut reconstruit en 1775, il est également propriété de la famille du Boberil au XXIe siècle,.
La famille du Boberil est inscrite à l'Association d'entraide de la noblesse française (ANF), depuis 1951.

## Possessions
La famille du Boberil a possédé les seigneuries du Boberil, du Trelan, de La Guichardaye, du Molant, de L'Hermitage, d'Ust, de Cherville, de Lisle, des Aulnays.

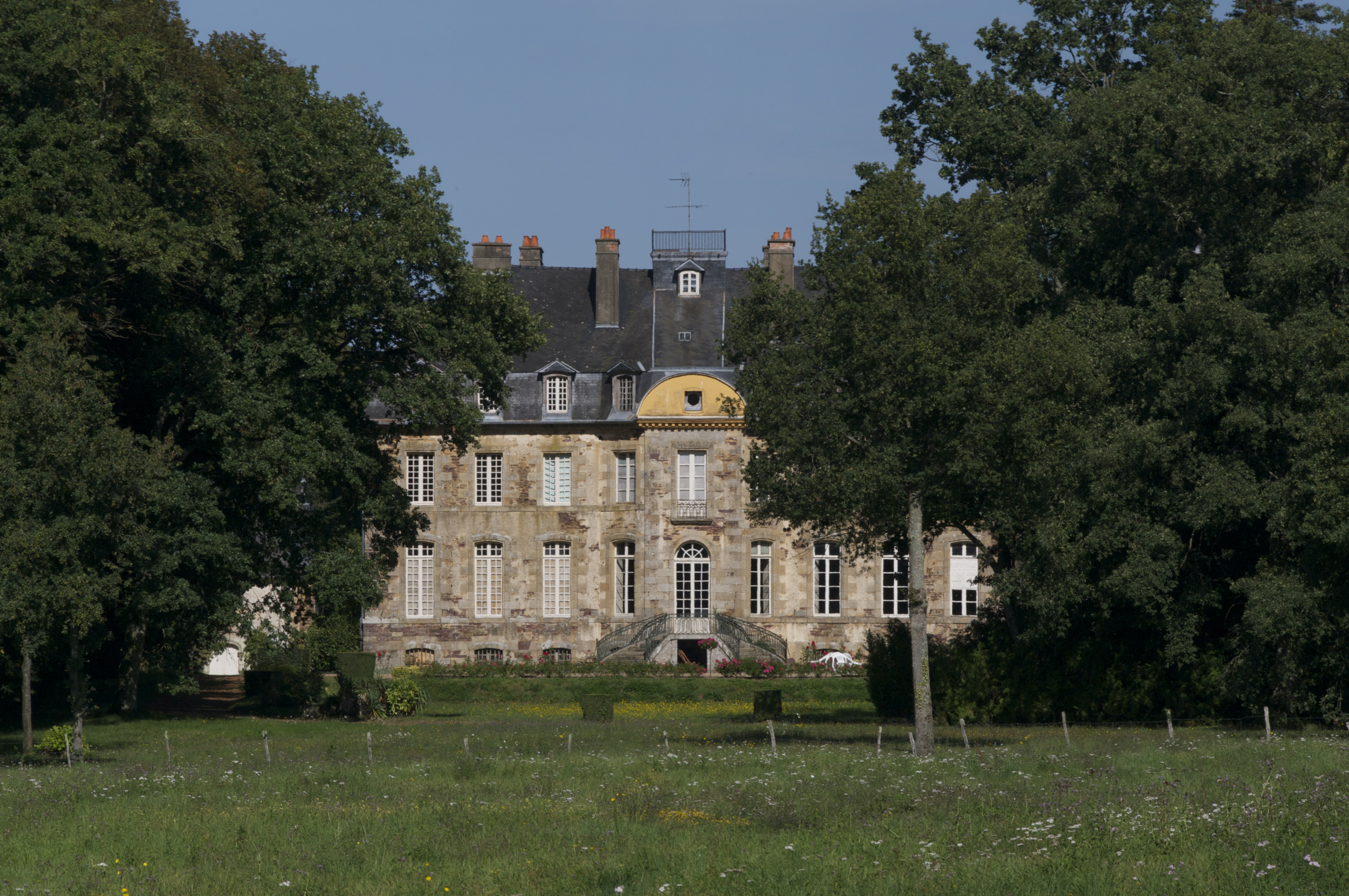
Le château du Molant.
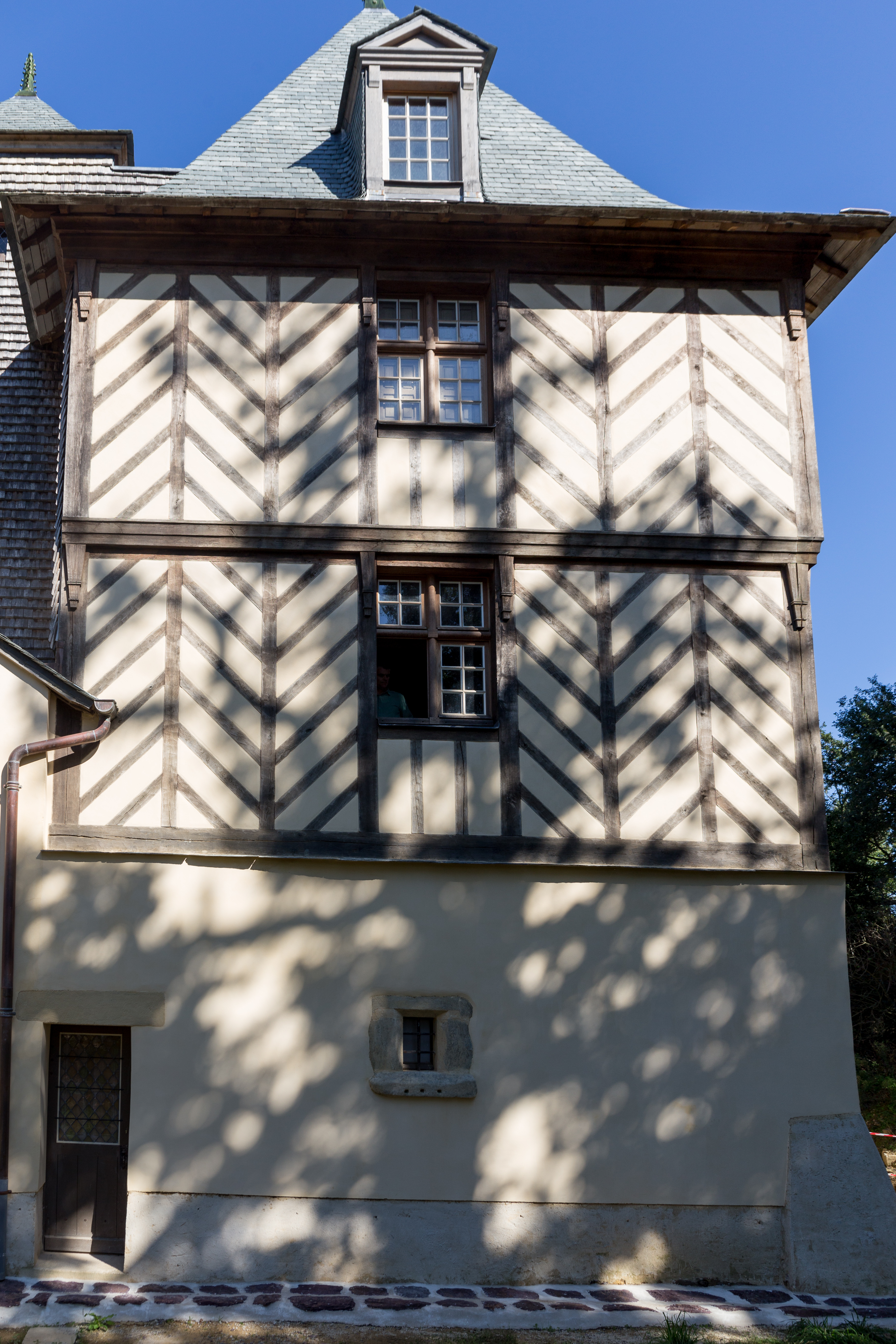
Manoir du Boberil.

## Personnalités
- Jean II du Boberil, chevalier, échanson du duc Jean V de Bretagne en 1437.
- Olivier du Boberil, chevalier, panetier (service de bouche) du duc François II de Bretagne en 1459.
- Vincent du Boberil, chevalier, sgr du Trelan, chevalier de Saint-Michel, capitaine des arquebusiers du duché de Bretagne en 1562, sous le règne du roi de France Henri II.
- Jacques du Boberil, chevalier, seigneur de la Guichardaye et du Molant, gentilhomme ordinaire de la chambre du roi Henri IV en 1596.
- Pierre du Boberil, chevalier, seigneur de Cherville, chef des brigades de la Marine[Laquelle ?] en 1667.
- René du Boberil, seigneur du Molant, commandant de la noblesse de l'évêché de Rennes en 1687[11].
- René-Marie du Boberil, seigneur du Molant, (1705-1750), conseiller au Parlement de Bretagne de 1729 à 1751.
- René-Henri du Boberil du Molant (1732-1788), chevalier, dit le comte du Molant, capitaine de dragons, chevalier de Saint-Louis en 1760. Il reconstruisit en 1775 l'actuel château du Molant.
- René du Boberil (1847-1911), conseiller général de la Mayenne.
- Marie Théodore Henri du Boberil (né en 1861), officier de la Légion d'honneur, capitaine d'artillerie[12].

## Armes

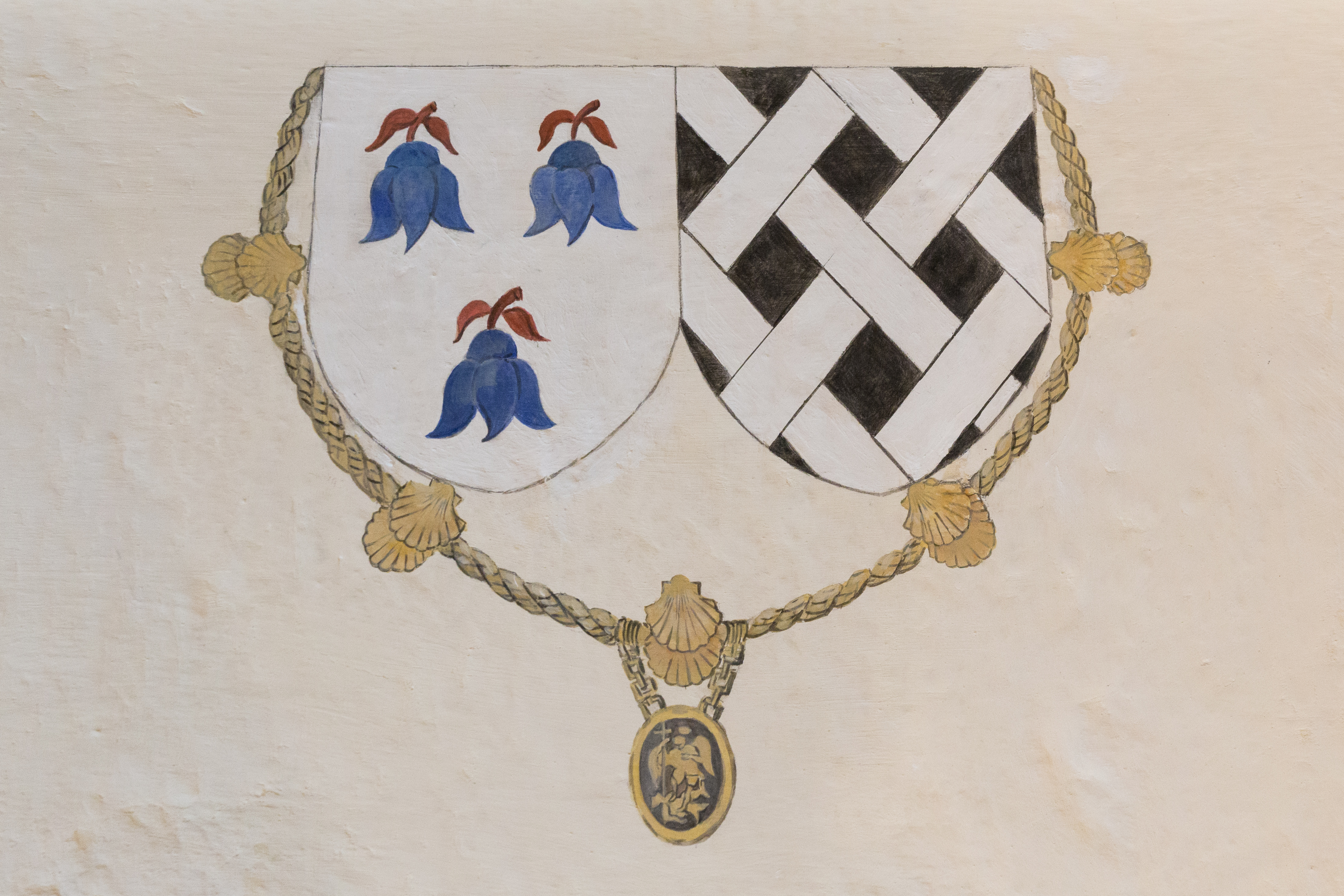
Armes de la famille du Boberil sur une cheminée du Manoir de Boberil.

La famille du Boberil porte : D'argent à trois ancolies d'azur, tigées de gueules.,,
Ou : D'argent à trois ancolies d'azur, tigées et feuillées de gueules.
Couronne : de marquis (titre de courtoisie).

## Alliances
Les principales alliances de la famille sont : d'Aviau de Ternay, de Boüard de Laforest, de Bouexic, de Caradeuc de La Chalotais, de Coëtlogon, de Colbert-Castel-Hill (Écosse), de Cools, Espivent de La Villesboisnet de Catuélan, de Gérin-Ricard, de Gouberville, de Guerry, de Joybert, de Kerboudel, de Kergu, de La Bintinaye, de La  Landelle, de Lantivy, de La Roche Saint-André, de La Villéon, Le Vacher de La Chaise, Valette de Champfleury, Le Hardy de Beaulieu (Brabant), Le Pelletier des Tournelles, du Matz, de Maynard, de Menou, de Pioger, de Pluvié, de Sade, de Trédern, d'Ussel, d'Ust du Molant.

## Postérité
Une rue de Rennes porte le nom de Rue du Boberil.

## Pour approfondir